# Formula Nippon 2004
La  stagione 2004 della Formula Nippon fu corsa su 9 gare. 8 differenti team e 17 differenti piloti vi presero parte. Tutti utilizzano vetture Lola telaio Lola B3/51 e motori Mugen Honda MF308.
Al termine delle competizioni il titolo venne aggiudicato al pilota britannico Richard Lyons. Da registrare la prima gara svoltasi al di fuori del territorio giapponese, sul Circuito di Sepang in Malaysia.

## La pre-stagione

### Calendario
| Gara | Circuito           | Giri | Lunghezza           | Data         |
| ---- | ------------------ | ---- | ------------------- | ------------ |
| 1    | Circuito di Suzuka | 46   | 46x5,807=267,122 km | 28 marzo     |
| 2    | Circuito di Sugo   | 36   | 36x3,704=133,344 km | 2 maggio     |
| 3    | Circuito di Motegi | 55   | 55x4,796=263,78 km  | 6 giugno     |
| 4    | Circuito di Suzuka | 25   | 25x5,807=145,175 km | 4 luglio     |
| 5    | Circuito di Sugo   | 72   | 72x3,737=266,688 km | 1º agosto    |
| 6    | Circuito di Mine   | 70   | 70x3,238=226,66 km  | 29 agosto    |
| 7    | Circuito di Sepang | 27   | 27x5,536=149,472 km | 19 settembre |
| 8    | Circuito di Motegi | 55   | 55x4,796=263,78 km  | 24 ottobre   |
| 9    | Circuito di Suzuka | 46   | 46x5,807=267,122 km | 7 novembre   |

## Piloti e team
| Team                         | Nr. | Pilota             | Gare   |
| ---------------------------- | --- | ------------------ | ------ |
| Team Adirect 5Zigen          | 1   | Satoshi Motoyama   | Tutte  |
| Team Adirect 5Zigen          | 2   | Toshihiro Kaneishi | Tutte  |
| Yellow Hat Kondo Racing Team | 3   | Ryo Michigami      | Tutte  |
| Yellow Hat Kondo Racing Team | 4   | Yuji Tachikawa     | Tutte  |
| Team Le Mans                 | 7   | Juichi Wakisaka    | Tutte  |
| Team Le Mans                 | 8   | Takeshi Tsuchiya   | Tutte  |
| Team Le Mans                 | 25  | Tatsuya Kataoka    | Tutte  |
| Cosmo Oil Racing Team Cerumo | 11  | Tsugio Matsuda     | Tutte  |
| Cosmo Oil Racing Team Cerumo | 12  | Masami Kageyama    | 6-9    |
| Mobilcast Team Impul         | 19  | Benoît Tréluyer    | Tutte  |
| Mobilcast Team Impul         | 20  | Yuji Ide           | Tutte  |
| Carrozzeria Team Mohn        | 27  | Koji Yamanishi     | 4-5, 8 |
| Carrozzeria Team Mohn        | 28  | Hideki Noda        | Tutte  |
| Piaa Nakajima Planing        | 31  | André Lotterer     | Tutte  |
| Piaa Nakajima Planing        | 32  | Takashi Kogure     | Tutte  |
| Docomo Dandelion Racing      | 40  | Richard Lyons      | Tutte  |
| Docomo Dandelion Racing      | 41  | Naoki Hattori      | Tutte  |

- Tutte le vetture sono Lola B3/51, spinte da motori Mugen.

## Risultati e classifiche

### Risultati
| Gara | Circuito | Tempo       | Velocità     | Pole Position   | Giro veloce     | Vincitore        |
| ---- | -------- | ----------- | ------------ | --------------- | --------------- | ---------------- |
| 1    | Suzuka   | 1'26:01.861 | 186,293 km/h | Yuji Ide        | Richard Lyons   | Takashi Kogure   |
| 2    | Sugo     | 44:36.401   | 179,360 km/h | Richard Lyons   | Takashi Kogure  | Richard Lyons    |
| 3    | Motegi   | 1'40:56.233 | 156,799 km/h | Richard Lyons   | Richard Lyons   | André Lotterer   |
| 4    | Suzuka   | 52:15.090   | 166,703 km/h | Richard Lyons   | Naoki Hattori   | Richard Lyons    |
| 5    | Sugo     | 1'33:18.487 | 171,489 km/h | Richard Lyons   | Juichi Wakisaka | Satoshi Motoyama |
| 6    | Mine     | 1'33:06.044 | 146,074 km/h | Benoît Tréluyer | Juichi Wakisaka | Benoît Tréluyer  |
| 7    | Sepang   | 1'00:07.978 | 149,179 km/h | André Lotterer  | Richard Lyons   | André Lotterer   |
| 8    | Motegi   | 1'32:35.978 | 170,916 km/h | Juichi Wakisaka | André Lotterer  | Yuji Ide         |
| 9    | Suzuka   | 1'25:15.434 | 187,988 km/h | Richard Lyons   | Yuji Ide        | Benoît Tréluyer  |

### Classifica piloti
I punti sono assegnati secondo lo schema seguente:
| Punti | 10 | 6 | 4 | 3 | 2 | 1 |

| Pos | Pilota             | SUZ | SUG | MOT | SUZ | SUG | MIN | SEP | MOT | SUZ | Punti |
| --- | ------------------ | --- | --- | --- | --- | --- | --- | --- | --- | --- | ----- |
| 1   | Richard Lyons      | 8   | 1   | 8   | 1   | 4   | 8   | 9   | 2   | 3   | 33    |
| 2   | André Lotterer     | 2   | 4   | 1   | 8   | Rit | Rit | 1   | 3   | 7   | 33    |
| 3   | Yuji Ide           | 12† | 2   | 2   | 3   | 7   | 7   | 10† | 1   | 2   | 32    |
| 4   | Benoît Tréluyer    | Rit | 6   | 4   | 2   | 10  | 1   | 7   | Rit | 1   | 30    |
| 5   | Juichi Wakisaka    | 13† | 3   | Rit | 5   | 3   | 2   | 3   | Rit | 4   | 23    |
| 6   | Satoshi Motoyama   | 5   | 12† | 5   | 4   | 1   | 6   | Rit | 5   | 6   | 21    |
| 7   | Takashi Kogure     | 1   | 9   | 9   | 7   | 2   | Rit | 6   | 9   | 8   | 17    |
| 8   | Tatsuya Kataoka    | 10  | 11  | 3   | 13  | Rit | 4   | 5   | 4   | 12  | 12    |
| 9   | Naoki Hattori      | 7   | 7   | Rit | 10  | 6   | 10  | 2   | Rit | 10  | 7     |
| 10  | Ryo Michigami      | 3   | 5   | 6   | Rit | Rit | 11  | 8   | 10  | 13  | 7     |
| 11  | Tsugio Matsuda     | 4   | NC  | 12† | 9   | NP  | 12† | 4   | 6   | Rit | 7     |
| 12  | Toshihiro Kaneishi | 6   | 13† | 10  | Rit | 12  | 3   | Rit | Rit | 11  | 5     |
| 13  | Takeshi Tsuchiya   | 11† | 10  | 7   | 11  | 8   | 5   | Rit | Rit | 5   | 4     |
| 14  | Yuji Tachikawa     | Rit | NC  | Rit | 6   | 5   | 9   | Rit | 7   | 9   | 3     |
| 15  | Hideki Noda        | 9   | 8   | 11  | Rit | 11  | Rit | Rit | 11† | 14  | 0     |
| 16  | Koji Yamanishi     |     |     |     | 12  | 9   |     |     | 8   |     | 0     |
| 17  | Masami Kageyama    |     |     |     |     |     | Rit | 11  | Rit | 15  | 0     |
| Pos | Pilota             | SUZ | SUG | MOT | SUZ | SUG | MIN | SEP | MOT | SUZ | Punti |

| Colore  | Risultato             |
| ------- | --------------------- |
| Oro     | Vincitore             |
| Argento | 2º posto              |
| Bronzo  | 3º posto              |
| Verde   | Finito a punti        |
| Blu     | Finito senza punti    |
| Viola   | Ritirato (Rit)        |
| Viola   | Non classificato (NC) |
| Rosso   | Non qualificato (NQ)  |
| Nero    | Squalificato (SQ)     |
| Bianco  | Non partito (NP)      |
| Bianco  | Non ha gareggiato     |
| Bianco  | Infortunato (INF)     |
| Bianco  | Escluso (ES)          |
| Bianco  | Gara cancellata (C)   |

Richard Lyons diventa campione per il più alto numero di pole position.

### Risultati completi
| Prima colonna | 10 | = Posizione nella griglia |

| Seconda colonna | 10 | = Risultato in gara |

R9=ritirato ma classificato R=ritirato
NC=non classificato NS=non parte (6)= posto di partenza in gara sprint
16(2)=partenza in griglia 16, dopo aver finito la gara sprint in 16° - (2) tempo nella qualifica alla gara sprint.
| Pos. | Nome               | Team             | SUZ | SUZ | SUG | SUG | MOT | MOT | SUZ    | SUZ | SUG | SUG | MIN | MIN | SEP    | SEP | MOT | MOT | SUZ | SUZ |
| 1    | Richard Lyons      | Dandelion Racing | 9   | 8   | 1   | 1   | 1   | 8   | 1(1)   | 1   | 1   | 4   | 2   | 8   | 16(2)  | 9   | 2   | 2   | 1   | 3   |
| 2    | André Lotterer     | Nakajima Racing  | 13  | 2   | 2   | 4   | 3   | 1   | 10(11) | 8   | 6   | R   | 9   | R   | 1(5)   | 1   | 4   | 3   | 8   | 7   |
| 3    | Yuji Ide           | Team Impul       | 1   | R12 | 4   | 2   | 5   | 2   | 2(3)   | 3   | 8   | 7   | 7   | 7   | 4(3)   | R10 | 3   | 1   | 9   | 2   |
| 4    | Benoît Tréluyer    | Team Impul       | 2   | R   | 13  | 6   | 10  | 4   | 6(2)   | 2   | 5   | 10  | 1   | 1   | 14(7)  | 7   | 5   | R   | 2   | 1   |
| 5    | Juichi Wakisaka    | Team LeMans      | 6   | R13 | 6   | 3   | 2   | R   | 9(8)   | 5   | 9   | 3   | 5   | 2   | 3(4)   | 3   | 1   | R   | 6   | 4   |
| 6    | Satoshi Motoyama   | Team 5Zigen      | 10  | 5   | 5   | R12 | 4   | 5   | 3(7)   | 4   | 2   | 1   | 3   | 6   | 8(6)   | R   | 8   | 5   | 4   | 6   |
| 7    | Takashi Kogure     | Nakajima Racing  | 3   | 1   | 10  | 9   | 7   | 9   | 11(12) | 7   | 4   | 2   | 6   | R   | 7(8)   | 6   | 10  | 9   | 3   | 8   |
| 8    | Tatsuya Kataoka    | Team LeMans      | 12  | 10  | 11  | 11  | 11  | 3   | 12(14) | 13  | 13  | R   | 15  | 4   | 10(16) | 5   | 16  | 4   | 11  | 12  |
| 9    | Ryo Michigami      | Kondo Racing     | 8   | 3   | 8   | 5   | 9   | 6   | 4(5)   | R   | 10  | R   | 14  | 11  | 13(15) | 8   | 13  | 10  | 13  | 13  |
|      | Naoki Hattori      | Dandelion Racing | 7   | 7   | 12  | 7   | 6   | R   | 7(6)   | 10  | 3   | 6   | 8   | 10  | 2(1)   | 2   | 9   | R   | 5   | 10  |
|      | Tsugio Matsuda     | Team Cerumo      | 5   | 4   | 7   | NC  | 12  | R12 | 8(10)  | 9   | (6) | NS  | 13  | R12 | 6(10)  | 4   | 11  | 6   | 16  | R   |
| 12   | Toshihiro Kaneishi | Team 5Zigen      | 14  | 6   | 14  | R13 | 14  | 10  | 5(9)   | R   | 12  | 12  | 10  | 3   | 9(11)  | R   | 7   | R   | 10  | 11  |
| 13   | Takeshi Tsuchiya   | Team LeMans      | 4   | R11 | 9   | 10  | 13  | 7   | 16(4)  | 11  | 11  | 8   | 4   | 5   | 5(9)   | R   | 6   | R   | 7   | 5   |
| 14   | Yuji Tachikawa     | Kondo Racing     | 11  | R   | 3   | NC  | 8   | R   | 14(13) | 6   | 7   | 5   | 11  | 9   | 11(13) | R   | 12  | 7   | 12  | 9   |
| -    | Hideki Noda        | Team Mohn        | 15  | 9   | 15  | 8   | 15  | 11  | 15(15) | R   | 14  | 11  | 12  | R   | 15(12) | R   | 15  | R11 | 14  | 14  |
| -    | Koji Yamanishi     | Team Mohn        | -   | -   | -   | -   | -   | -   | 13(16) | 12  | 15  | 9   | -   | -   | -      | -   | 17  | 8   | -   | -   |
| -    | Masami Kageyama    | Team Cerumo      | -   | -   | -   | -   | -   | -   | -      | -   | -   | -   | 16  | R   | 12(14) | 11  | 14  | R   | 15  | 15  |
| Pos. | Nome               | Team             | SUZ | SUZ | SUG | SUG | MOT | MOT | SUZ    | SUZ | SUG | SUG | MIN | MIN | SEP    | SEP | MOT | MOT | SUZ | SUZ |